# Seznam čtvrtí v Jeruzalémě
Toto je seznam čtvrtí v Jeruzalémě:
Staré Město
- Arménská čtvrť
- Chrámová hora
- Křesťanská čtvrť
- Muslimská čtvrť
- Židovská čtvrť

Západní Jeruzalém
- Arnona
- Bajit va-Gan
- Batej Ungarin
- Bejt David
- Bejt ha-Kerem
- Bejt Ja'akov
- Bejt Jisra'el
- Bak'a (Ge'ulim)
- Ec Chajim
- Ejn Kerem
- Even Jisra'el
- Ezrat Tora
- Ge'ula
- Giv'at Bejt ha-Kerem
- Giv'at Masu'a
- Giv'at Mordechaj
- Giv'at Oranim
- Giv'at Ram
- Giv'at Ša'ul
- ha-Mošava ha-Germanit (Německá Kolonie)
- ha-Mošava ha-Jevanit (Řecká Kolonie)
- Har Chocvim
- Har Nof
- Ir Ganim
- Jefe Nof
- Jemin Moše
- Katamon (Gonen)
- Kerem Avraham
- Kirjat Belz
- Kirjat ha-Jovel
- Kirjat Matersdorf
- Kirjat ha-Memšala
- Kirjat Menachem
- Kirjat Moše
- Kirjat Sanz
- Kirjat Ševa Kehilot
- Kirjat Šmu'el
- Kirjat Unsdorf
- Kirjat Wolfson
- Lev ha-Ir
- Lifta
- Machanajim
- Machane Jehuda
- Machane Jisra'el
- Malcha (Manachat)
- Mamila
- Me'a Še'arim
- Mekor Baruch
- Mekor Chajim
- Migraš ha-Rusim (Ruský Dvůr)
- Miškenot Ša'ananim
- Moca
- Mordot Bajit va-Gan
- Musrara (Moraša)
- Nachalat Šiv'a
- Nachla'ot (podčásti Mazkeret Moše , Miškenot Jisra'el, Nachalat Achim, Ohel Moše, Sukat Šalom, Ševet Achim, Zichron Achim, Zichron Ja'akov, Zichron Josef, Zichron Tuvja)
- Najot
- Neve Granot
- Neve Ša'anan
- Pat
- ha-Po'alim
- Ramat Bejt ha-Kerem
- Ramat Denja
- Ramat Šaret
- Rassco
- Rechavja
- Romema
- Romema Ilit
- Ruchama
- San Simon
- Sanhedrija
- Schnellerův sirotčinec
- Ša'arej Cedek
- Ša'arej Chesed
- Ševet Cedek
- Šchunat ha-Bucharim
- Šikun Har'el
- Šikun Chabad
- Šmu'el ha-Navi
- ultraortodoxní čtvrtě Šteterlach (Batej Brojde, Batej Minsk, Batej Munkač, Batej Rand, Kneset Jisra'el)
- Talbija (Komemijut)
- Talpijot
- Tel Arza
- Zichron Moše

Východní Jeruzalém (židovské čtvrti)
- Atarot
- Cameret ha-Bira
- Gilo
- Giv'at ha-Matos
- Giv'at ha-Mivtar
- ha-Giva ha-Carfatit (Francouzský Vrch, též Giv'at Šapira)
- Har Choma
- Kirjat Menachem Begin
- Ma'ale ha-Zejtim
- Ma'alot Dafna
- Neve Ja'akov
- Pisgat Ze'ev
- Ramat Eškol
- Ramat Šlomo
- Ramot Polin
- Ramot
- Talpijot Mizrach

Východní Jeruzalém (arabské čtvrti)
- Arab al-Savahira
- al-Savahira al-Garbija
- al-Savana
- at-Tur
- Bab az-Zahra
- Bejt Safafa
- Bejt Chanina
- Džebel Mukabir
- Džebel Batan al-Hawa (Har ha-Mašchit)
- ha-Mošava ha-Amerika'it (Americká Kolonie)
- Isavija
- Kafr Akab
- Masudija
- Ras al-Amud
- Sur Bahir
- Šarafat
- Šejch Džarach
- Šu'afat
- Umm Lisun
- Umm Tuba
- Vádí al-Džoz

etnicky smíšené čtvrti
- Abu Tor
- Silvan (Kfar ha-Šiloach)

Poznámka: Nejde o městské čtvrti v oficiálním, administrativním vymezení. Mnohé z uvedených čtvrtí se vzájemně překrývají nebo jsou podčástmi jiných čtvrtí. Některé jsou velkými městskými celky, jiné jen menším urbanistickým souborem